# محمد النشمي
محمد احمد فهد النشمي ممثل كويتي من مواليد 1929 درس في مدرسة المثنى.

أسس أهم المسارح الأهلية في الكويت المسرح الشعبي والمسرح الكويتي
لقب برائد المسرح كونه من مؤسسين الحركة المسرحيه في الكويت وكان مؤلفاً ومخرجاً وممثلاً في نصوصه ونصوص غيره.
تتلمذ على يده الكثير من عمالقة الفن الكويتي منهم سعاد عبد الله ومريم الغضبان.

## بداياته
بدأت حياته الفنية في عام 1940 عندما كان تلميذاً في السنة الثانية المتوسطة، وصاحب الفضل الأول في اختياره التمثيل هو مدرس الجغرافيا الأستاذ حمد الرجيب، السفير الوزير الذي اختارنه من بين طلاب مدرسة الأحمدية في فريج السعود، للدخول في مسابقة التمثيل بين مدرسة الأحمدية ومدرسة المباركية.
وأثناء التدريب على المسرحية «البروفات» اكتشف المحيطون به أن شخصيته لديها استعداد لأداء الأدوار الفكاهية أيضاً ولذلك قرر المخرج أن يؤدي دوراً فكاهياً يرمي إلى مكافحة البطالة في رواية «أم عنبر».
توقف عن التمثيل عام 1966 بسبب كثرة مشاغله الوظيفية والمناصب الكثيرة التي تقلدها.

## حياته المهنية
- عمل كاتباً في شركة النقل والتنزيل سنة 1974م
- كان بجانب عمله في شركة النقل والتنزيل، يعمل مدرساً في كتاب محمد صالح العدسانى
- عمل مدرساً في المدرسة الجعفرية لمدة ثلاث سنوات.
- عمل في دائرة المعارف مدرساً في مدرسة الأحمدية 1946-1947م
- في عام 1955م انتقل إلى دائرة الشؤون واصبح مسؤولاً عن محو الامية ورعاية الشباب
- كان عضواً في اللجنة الأولمبية ومديراً لإدارة الشباب
- تقاعد عن العمل سنة 1979م

## من مذكراته
يقول محمد النشمي في مذكراته:
ويكشف النشمي عن أن لرواية «أم عنبر» الفضل الأول في إشراك العنصر النسائي في التمثيل.

## بعض من أعماله
قدم محمد النشمي بين عامي 1956 و 1960 عشرين مسرحية، من بينها
- الناس
- حظها يكسر الصخر
- لو فات الفوت ما ينفع الصوت
- فرحة العودة
- غرام أبوطبيلة

في بداية تأسيس فرقة المسرح الشعبي، قدّم محمد النشمي مجموعة من الأعمال المسرحية المرتجلة من تـأليفه وإخراجه، وهي التالية
- مدير فاشل
- خبير أسكت
- من المسؤول
- مطر صيف
- شرباكة
- ضياع الأمل
- تاليها بلاوي
- عجوز المشاكل ليلة
- عرسه نام على السيف
- حرامي متقلقص
- أمك طراز ليلة
- صاروخ شراكة
- على أمه نذر
- جني وعطبة
- قرعة وصلبوخ
- من الماضي
- كل سنة عيدان والسنة العيد الثالث
- مدرسة ملا صقر

كذلك قدم النشمي لفرقة المسرح الكويتي

## من مقولاته
- الزواج هو الحياة.
- أحب الاغاني التي تشدنا إلى الماضي مثل أغاني البحر وأغاني السامري وأعشق الأصوات.
- أحب الإيقاع بأصالته الكاملة من دون أي تطوير يطرأ عليه وأنا من عشاق الإيقاعات البحرية.
- الحكومة بدأت تدعم الحركة المسرحية بدعم واضح وأخلصت في تفهم مشاكل المسرح ودراستها..
- تأثرت بكبار الممثلين العرب في أوائل الخمسينات.
- على النطاق المحلي تأثرت بكل من: حمد الرجيب، عقاب الخطيب وصالح العجيري.
- بما أن البحر كان مصدر رزقنا، فإنني حرصت في كل مسرحية أقدمها على تقديم فصل من أغاني البحر، علاوة على أنني أحب هذا الماضي العريق وتأثرت به كثيراً. وكان من أسباب تعلقي بالماضي كتابة مسرحية (فرحة العودة).

## وفاته
توفي محمد النشمي في 25 يناير (كانون الثاني) عام 1984

## وصلات خارجية
- مقال في جريدة الجريدة عن محمد النشمي